# Panicum bresolinii
Panicum bresolinii är en gräsart som beskrevs av Lyman Bradford Smith och Wassh. Panicum bresolinii ingår i släktet vipphirser, och familjen gräs. Inga underarter finns listade i Catalogue of Life.